# Nogolotka czarnostopa
Nogolotka czarnostopa (Rhacophorus nigropalmatus) – gatunek płaza bezogonowego z rodziny nogolotkowatych (Rhacophoridae). Takson opisany w 1895 przez Boulengera.
WystępowanieNogolotka czarnostopa występuje w Indonezji, Malezji, Mjanmie, Tajlandii oraz Brunei. Zamieszkuje wiecznie zielone, wilgotne lasy tropikalne, także lasy wtórne. Występuje do wysokości 600 m n.p.m.
MorfologiaDługość ciała 90–100 mm. Skóra generalnie koloru zielonego, brzuch, wewnętrzne strony ud i dolne partie ciała koloru żółtego.
RozródSamica wydziela płyn, który ubija na pianę tylnymi nogami i następnie buduje z niej gniazdo na gałęziach i liściach znajdujących się nad wodą. Składa tam jaja, które zapładnia samiec. Po wylęgu kijanek gniazdo rozpada się i młode nogolotki wpadają do wody, w której przebywają do momentu przeobrażenia się w dorosłe osobniki.
Status zagrożeniaW Czerwonej księdze gatunków zagrożonych Międzynarodowej Unii Ochrony Przyrody i Jej Zasobów został zaliczony do kategorii LC (najmniejszej troski). Gatunek ten jest rzadko spotykany, a liczebność jego populacji spada. Do głównych zagrożeń należy wylesianie i degradacja ich środowiska naturalnego.